# Agelau
Agelau (grego antigo: Ἀγέλαος) é, na mitologia grega, o nome de vários indivíduos:
- Agelau, filho de Damastor era um pretendente de Penelope, morto por Ulisses.[1]
- Agelau, um pastor (ou escravo de Príamo) que foi chamado para assassinar o príncipe troiano Páris ainda criança mas o poupou e o criou como seu próprio filho.[2]
- Agelau, filho de Fradraon, um guerreiro troiano morto durante a guerra por Diomedes.[3]
- Agelau, filho de Evanor e um dos assistentes de Acamas durante a Guerra de Tróia.[4]
- Agelau, um guerreiro grego morto por Heitor durante a Guerra de Tróia.[5]
- Agelau, filho de Heracles e Omphale, e ancestral de Croesus. Em outras fontes, esse filho é chamado de Lamus.[6]
- Agelau, filho de Temeno e descendente de Heracles. Agelau, juntamente com seus irmãos (Euripilo e Callias), contratou homens para matar o próprio pai[7]
- Agelau, filho de Eneu e Alteia.[8]